# 第三區艦隊旗艦司令
第三區艦隊旗艦司令（英語：Flag Officer, Third Flotilla）是英國皇家海軍於1979年至1992年間負責指揮皇家海軍第三區艦隊的海軍將級軍官。

## 概述
英國皇家海軍西方艦隊與遠東艦隊於1971年合併，統一歸由皇家海軍艦隊總司令指揮。此艦隊總司令此時有三位高級下屬，分別是：第一區艦隊旗艦司令、第二區艦隊旗艦司令與航空母艦與兩棲艦艇旗艦司令。此三個職位皆由一名海軍少將擔任。
1979年12月，航空母艦與兩棲艦艇旗艦司令的職位更名為第三區艦隊旗艦司令。 
從1981年至1992年，第三區艦隊旗艦司令指揮航空母艦、兩棲艦艇、艦隊訓練艦，和未分配給第一區艦隊或第二區艦隊的驅逐艦。
1992年4月，第三區艦隊被廢除，第三區艦隊旗艦司令此職位也隨之廢止。

## 任命
第三區艦隊旗艦司令由英國國防大臣提名，經過女王會同樞密院之同意後，由英國首相任命。第三區艦隊旗艦司令的任期沒有限制，不過通常為一至四年。 
第三區艦隊旗艦司令的職務內容必須向其上級：艦隊總司令報告。 

## 歷任司令
歷任第三區艦隊旗艦司令如下：
海軍少將彼得·杰弗裡·馬歇爾·赫伯特：1979年11月至1979年12月。
海軍中將約翰·邁克爾·荷蘭·考克斯爵士：1979年12 月至1981年。
海軍中將約翰·邁克爾·荷蘭·考克斯爵士：1981年12 月至1982年3月。
海軍少將德里克·羅伊·雷菲爾：1982年3月至1983年8月。 
海軍中將理查德·喬治·艾利森·費奇爵士：1983年8月至1985年10月。
海軍中將約翰·朱利安·羅伯遜·奧斯瓦爾德爵士：1985年10月至1987年4 月。
海軍少將雨果·莫爾茲比·懷特：1987年4月至1988年10月。 
海軍中將艾倫·格羅斯爵士：1988年10月至1990年3月。 
海軍中將尼古拉斯·約翰·希爾-諾頓爵士：1990年3月至1992年4月。 